# 擬全緣比賴蘚
擬全緣比賴蘚（学名：Brotherella subintegra）为錦蘚科比賴蘚屬下的一个种。